# مارسيل سييم
مارسيل سييم (بالألمانية: Marcel Siem)‏ هو لاعب غولف ألماني، ولد في 15 يوليو 1980 في متمان في ألمانيا.

## وصلات خارجية
- الموقع الرسمي
- مارسيل سييم على موقع رابطة أوروبا للاعبي الغولف المحترفين (الإنجليزية)
- مارسيل سييم على موقع التصنيف العالمي الرسمي للغولف (الإنجليزية)
- مارسيل سييم على موقع اللجنة الأولمبية الألمانية (الألمانية)